# گروه (جویم)
گروه (جویم)، روستایی از توابع بخش مرکزی شهرستان جویم در استان فارس ایران است.

## جمعیت
این روستا در دهستان جویم قرار دارد و براساس سرشماری مرکز آمار ایران در سال ۱۳۸۵، جمعیت آن زیر سه خانوار بوده‌است.